# Astone UMPC
El Astone UMPC es un netbook desarrollada por Astone. Está basado en el prototipo VIA NanoBook y cuenta con una pantalla táctil de 7 pulgadas junto a la cual hay una bahía MobilityPLUS con conexión USB para alojar diferentes dispositivos como  webcam, GPS, o reloj mundial.
Astone lo comercializa en la zona ASEAN y Oceanía. Por ello tiene muy diferentes precios iniciales. Se tiene constancia de su venta en Australia (US$590 / A$628), Filipinas (US$420 / 17,945 pesos), Malasia (US$493  / 1599 Ringgit), Singapur (US$489 / 670 SGD), y Vietnam (US$565).

## Especificaciones[1][2]
- CPU VIA C7-M ULV (Ultra Low Voltage) a 1,2 GHz. (FSB400)
- Chipset: VIA VX700 System Media Processor (integra el Northbridge y el Southbridge)
- Pantalla táctil TFT de 7 pulgadas panorámica con una resolución WVGA de 800 x 480.
- Gráficos: 3D/2D S3 Graphics UniChrome Pro II IGP integrado en el chipset con VRAM compartida de hasta 64 MB
- Memoria RAM: un SO-DIMM DDR2 667 de 1 GB
- Carcasa: en color negro o plata, de 230 x 171 x 29,4 mm (9,06 x 6,73 x 1,16 pulgadas) y un peso de 970 gramos. En el lateral izquierdo puerto DVI y lector multitarjeta. En el derecho, 2 conectores minijack de auriculares estéreo y micrófono, dos puertos USB 2.0, puerto RJ-45 Ethernet, conector de la fuente de alimentación externa. Sobre el teclado de 80 teclas, a la derecha botón de Power. Bajo el teclado, 4 leds y  touchpad. En la parte abatible, pantalla de 7 pulgadas táctil y a su derecha bahía MobilityPLUS con webcam integrada de 0,3 megapíxels de serie.
- Teclado: QWERTY de 80 teclas.
- Disco duro de 60 GB, 1,8 pulgadas
- Tarjeta de sonido: VIA Vinyl VT1708A HD Audio codec; 2 altavoces integrados 1.5 Vatios. 2 conectores minijack de auriculares estéreo y micrófono.
- Webcam de 0,3 megapíxel (640×480)
- Un módulo MobilityPLUS :
  - Teléfono Bluetooth VoIP
  - GPS
  - DVB
  - teléfono 3G/CDMA
  - Reloj mundial
  - Webcam de 0,3 megapíxel (640×480) (de serie con el equipo)
- Redes
  - Ethernet: Realtek RTL8100CL 10/100 Mbit/s
  - Wi-Fi: Azure Wave 802.11b/g (interfaz USB)
  - Bluetooth: Billionton (interfaz USB)
- Entrada/Salida :
  - Lector de tarjetas 4-en-1 (Secure Digital, SDHC, Multi Media Card, Memory Stick, Memory Stick PRO)
  - 1 puerto DVI
  - 2 puertos USB 2.0
  - 1 puerto RJ-45 Ethernet
  - Conectores de Audio:
    - 1 minijack de entrada de micrófono
    - 1 minijack de auriculares (line out)
- Fuente de alimentación externa autoconmutable, entrada  AC 110-240 Voltios 1.5A,50-60Hz, salida DC de 20 voltios, 3.25A, y 65W
- Batería de iones de litio de 4 celdas 14.4V, 2200 mAh
- Dimensiones: 230 x 171 x 29,4 mm (9,06 x 6,73 x 1,16 pulgadas)
- Peso: 970 gramos
- Sistema operativo: Windows XP